# Hydrocyphon pallidicollis
Hydrocyphon pallidicollis is een keversoort uit de familie moerasweekschilden (Scirtidae). De wetenschappelijke naam van de soort werd in 1873 gepubliceerd door Raffray.